# 名 (佛教)
名，佛教術語，意為名字、名稱、名詞、概念、理性等。與色法合稱名色，形成十八界。在五蘊中，除了色蘊之外，其餘四蘊，都屬於名法的範圍。

## 概論
名色緣識而生，在五蘊中，四無色蘊，包括受、想、行、識四蘊，都屬於名的範圍；而四大種，與四大所造則屬色的範圍。